# Chuck (televíziós sorozat)
A Chuck egy amerikai akció-vígjáték sorozat, mely 2007. szeptember 24-én indult az NBC csatornán. Magyarországon 2009. július 14-től az RTL Klubon volt látható, de az egyre csökkenő nézettség miatt 3 rész után levette műsoráról. Az első és második évad fennmaradó részei a Cool TV műsorán voltak láthatók. A 3. évad 2013. január 7-től indul a Prizma TV-n.
A sorozat történetének középpontjában Chuck Bartowski áll, aki egy átlagos számítógép szerelő, és akinek az élete egy pillanat alatt változik meg, amikor egy kódolt e-mailt kap volt főiskolai barátjától Bryce Larkintól, aki azóta a CIA-nek dolgozik. A levél megnyitását követően a világ legnagyobb kém titkainak utolsó másolata raktározódik el Chuck agyában. Ezt követően a Nemzetbiztonság és a CIA is felügyeli Chuck épségét, illetve próbálja megakadályozni az adatok rossz kézbe kerülését.
A sorozat gyenge nézettsége miatt mindegyik évad után bizonytalan volt, hogy az NBC folytatja-e, többször a rajongói kampányok segítették a műsor túlélését. Az ötödik és egyben utolsó évadja 2011. október 28-ától volt látható az amerikai csatornán, és 2012. január 27-ért véget.

## Szereplők

### Főszereplők
| Szereplő                                         | Évad  | Színész                   | Magyar hang        |
| ------------------------------------------------ | ----- | ------------------------- | ------------------ |
| Charles "Chuck" Bartowski                        | 1 – 5 | Zachary Levi              | Széles Tamás       |
| Sarah Walker                                     | 1 – 5 | Yvonne Strahovski         | Mezei Kitty        |
| Morgan Grimes                                    | 1 – 5 | Joshua Gomez              | Láng Balázs        |
| John Casey                                       | 1 – 5 | Adam Baldwin              | Forgács Péter      |
| Eleanor "Ellie" Bartowski-Woodcomb               | 1 – 5 | Sarah Lancaster           | Major Melinda      |
| Devon "Captain Awesome/Szuper Kapitány" Woodcomb | 1 – 5 | Ryan McPartlin            | Varga Gábor        |
| Michael "Big Mike" Tucker                        | 1 – 5 | Mark Christopher Lawrence | Holl Nándor        |
| Jeffrey "Jeff" Barnes                            | 1 – 5 | Scott Krinsky             | Gyurik István      |
| Lester Patel                                     | 1 – 5 | Vik Sahay                 | Fekete Zoltán      |
| Beckman tábornok                                 | 1 – 5 | Bonita Friedericy         | Menszátor Magdolna |
| Anna Wu                                          | 1 – 2 | Julia Ling                | Papp Kati          |

### Visszatérő- és vendégszereplők
| Szereplő                 | Évad   | Színész               |
| ------------------------ | ------ | --------------------- |
| Bryce Larkin             | 1-2    | Matt Bomer            |
| Graham                   | 1-2, 5 | Tony Todd             |
| Harry Tang               | 1      | C.S. Lee              |
| Carina                   | 1, 3-4 | Mini Anden            |
| Lou                      | 1      | Rachel Bilson         |
| Ilsa Trinchina           | 1      | Ivana Milicevic       |
| Colt                     | 2      | Michael Clarke Duncan |
| Roan Montgomery          | 2, 4   | John Larroquette      |
| Emmett Milbarge          | 2-3    | Tony Hale             |
| Dr. Jill Roberts         | 2      | Jordana Brewster      |
| Ty Bennett               | 2      | Carl Lumbly           |
| Jack Burton              | 2, 4   | Gary Cole             |
| Mauser                   | 2      | Michael Rooker        |
| Tyler Martin             | 2      | Dominic Monaghan      |
| Cole Barker              | 2      | Jonathan Cake         |
| Vincent Smith            | 2      | Arnold Vosloo         |
| Alex Forrest ügynök      | 2      | Tricia Helfer         |
| Steve Bartowski          | 2-3    | Scott Bakula          |
| Ted Roark                | 2      | Chevy Chase           |
| Bernie bácsi             | 2      | Ken Davitian          |
| Karl Stromberg           | 3      | Vinnie Jones          |
| Alejandro Fulgencio Goya | 3-4    | Armand Assante        |
| Daniel Shaw              | 3, 5   | Brandon Routh         |
| Hannah                   | 3      | Kristin Kreuk         |
| Hugo                     | 3-4    | Steve Austin          |
| Matty                    | 3      | Tony Sirico           |
| James Keller             | 3      | Robert Patrick        |
| Alex McHugh              | 3-5    | Mekenna Melvin        |
| Otto Van Vogel           | 3      | Udo Kier              |
| Dr. Leo Dreyfus          | 3      | Christopher Lloyd     |
| Mary Bartowski           | 4-5    | Linda Hamilton        |
| Marco                    | 4      | Dolph Lundgren        |
| Sofia testőre            | 4      | Lou Ferrigno          |
| Packard                  | 4      | Eric Roberts          |
| T.I.                     | 4      | Dave Bautista         |
| Mackintosh               | 4      | Joel David Moore      |
| Dr. Stanley Wheelwright  | 4      | Robert Englund        |
| Alexie Volkoff           | 4      | Timothy Dalton        |
| Jim Rye                  | 4      | Rob Riggle            |
| Greta                    | 4      | Summer Glau           |
| Vivian Volkoff           | 4      | Lauren Cohan          |
| Clyde Decker             | 4-5    | Richard Burgi         |
| Jean-Claude              | 5      | Mark Hamill           |
| Gertrude Verbanski       | 5      | Carrie-Anne Moss      |
| Robin Cunnings           | 5      | Rebecca Romijn        |
| Stan Lee                 | 5      | Stan Lee              |
| Kieran Ryker             | 5      | Tim DeKay             |
| Bo Derek                 | 5      | Bo Derek              |
| Nicholas Quinn           | 5      | Angus Macfadyen       |

## Nézettség
| Évad | Időpont | Évadpremier          | Évadfinálé        | TV szezon | Helyezés | Amerikai nézettség millióban |
| ---- | --- | -------------------- | ----------------- | --------- | -------- | ---------------------------- |
| 1    | Hétfő 20:00 (2007. szeptember 24. – 2007. december 3,) Csütörtök 20:00 (2008. január 24.) Csütörtök 22:00 (2008. január 24.) | 2007. szeptember 24. | 2008. január 24.  | 2007–2008 | #65      | 8.68                         |
| 2    | Hétfő 20:00 (2008. szeptember 29. – 2009. április 27.)                                                                       | 2008. szeptember 29. | 2009. április 27. | 2008–2009 | #71      | 7.36                         |
| 3    | Vasárnap 20:00 (2010. január 10.) Hétfő 20:00 (2010. január 11. – 2010. május 24.) Hétfő 21:00 (2010. május 24.)             | 2010. január 10.     | 2010. május 24.   | 2010      | #71      | 5.99                         |
| 4    | Hétfő 20:00 (2010. szeptember 20. – 2011. május 16.)                                                                         | 2010. szeptember 20. | 2011. május 16.   | 2010–2011 | #83      | 5.55                         |
| 5    | Péntek 20:00 (2011. október 28. – 2012. január 27.) Péntek 21:00 (2012. január 27.)                                          | 2011. október 28.    | 2012. január 27.  | 2011–2012 |          |                              |

## DVD
A Chuck teljes első évada 2010. április 14-én jelenik meg DVD-n a ProVideo forgalmazásában.
Össz. játékidő: kb. 533 perc

Képarány: 1.78:1

Hangok: Angol (DD2.0), Magyar (Sztereó), Német

Feliratok: Angol, Magyar, Görög, Héber, Horvát, Német,
 Román, Szerb, Szlovén, Török
A csomagban extrák is lesznek (eredeti nyelven):
-A titkosításból kimaradt jelenetek

-Chuck a szépre emlékezem: a főszereplők és alkotók beszélgetnek a sorozatról

-Chuck világa: A karakterek kidolgozása és eredeti próbafelvételek

-Chuck tessék nevetni: bakiparádé

-Chuck online világa: webes kisfilmek galériája